# بطولة الأندية الآسيوية 1992–93
بطولة الأندية الآسيوية 1992–93 كانت النسخة رقم 12 من منافسة كرة القدم الدولية السنوية للأندية والتي تقام في منطقة الاتحاد الآسيوي لكرة القدم (آسيا). وقد تم تحديد بطل أندية كرة القدم في آسيا لهذه السنة.
توج نادي نادي باس طهران الإيراني باللقب، بعد تغلبه على نادي الشباب السعودي بنتيجة 1–0.

## النهائي
| باس طهران | 1 – 0 | الشباب |
| --------- | ----- | ------ |
|           |       |        |

## البطل
| 1992–93 بطولة الأندية الآسيوية باس طهران اللقب الأول |